# Yūichi Komano
Yūichi Komano (nascut a Kainan, Prefectura de Wakayama, Japó, el 25 de juny del 1981), és un futbolista professional japonès que actualment juga de migcampista o defensa al Júbilo Iwata de la J. League. Komano, també juga per la selecció del Japó des del 2005.